# Огун
Огун је једна од савезних држава Нигерије. Налази се у југозападном делу земље, а главни град државе је град Абеокута. 
Држава Огун је формирана 1976. године. Заузима површину од 16.980 km² и има 3.751.140 становника (подаци из 2006). 